# Celeste Dalla Porta
Celeste Dalla Porta (Monza, 24 de dezembro de 1997) é uma atriz italiana.  Ela ganhou reconhecimento pelo papel de protagonista no filme Parthenope [en], de Paolo Sorrentino, de 2024.

## Biografia
Celeste nasceu em 24 de dezembro de 1997 na comuna de Monza, na região da Lombardia, na Itália. Dalla Porta é neta do fotógrafo Ugo Mulas [en] e filha do contrabaixista de jazz Paolino Dalla Porta. Em 2017, formou-se na Escola Secundária de Arte Brera. Em 2019, mudou-se para capital italiana, Roma, e frequentou o Centro Sperimentale di Cinematografia, onde obteve o diploma de atriz.
Ainda estudante, ela apareceu em uma cena do filme A Mão de Deus, de Paolo Sorrentino, de 2020, mas sua cena foi cortada durante a edição.
Entre o biênio de 2021 e 2022, Celeste apareceu em diversos curtas-metragens, notadamente estrelando como Sofia na série de curtas-metragens Red Mirror. No cinema sua estreia se deu em 2020, em Chi ha paura del dottor Kramer [it] de Claudio Bozzatello, e ganhou destaque em 2024 com o papel principal em Parthenope [en], dirigido por Paolo Sorrentino. No ano de 2024, Dalla Porta ganhou o prémio David di Donatello para Estrelas em Ascensão Italianas.
Em 2025, atuou no videoclipe Incoscienti giovani [en], de Achille Lauro.

## Filmografia

### Filmes
| Ano  | Título                              | Papel       | Notas           |
| ---- | ----------------------------------- | ----------- | --------------- |
| 2020 | Next One                            | Número Seis | Curta-metragem  |
| 2020 | Chi ha paura del dottor Kramer [it] | Bit         |                 |
| 2024 | Parthenope [en]                     | Parthenope  | Papel principal |

### Televisão
| Ano  | Título     | Papel | Notas           |
| ---- | ---------- | ----- | --------------- |
| 2022 | Red Mirror | Sofia | Papel principal |

### Videoclipes
| Ano  | Título                   | Artista       | Diretor         |
| ---- | ------------------------ | ------------- | --------------- |
| 2025 | Incoscienti giovani [en] | Achille Lauro | Gabriele Savino |